# Championnat du Paraguay de football 1964
Navigation
Édition précédente Édition suivante
La saison 1964 du Championnat du Paraguay de football est la cinquante-troisième édition de la Primera División, le championnat de première division au Paraguay. Les onze meilleurs clubs du pays disputent la compétition, sous forme d'une poule unique où chaque équipe rencontre deux fois ses adversaires. En fin de saison, le dernier du classement est relégué tandis que l'avant-dernier doit disputer un barrage de promotion-relégation face au champion de deuxième division.
C'est le Club Guaraní qui remporte le titre après avoir terminé en tête du classement final, avec trois points d'avance sur un duo constitué du Club Nacional et du tenant du titre, Cerro Porteño. Il s'agit du sixième titre de champion du Paraguay de l’histoire du club.

## Les clubs participants
| - Club Guaraní - Cerro Porteño - Club Olimpia - Club Sol de América - Club Sportivo Luqueño | - Club Libertad - Club River Plate - Club Presidente Hayes - Club Rubio Ñu - Promu de Segunda División - Club Nacional |

## Compétition

### Classement
| Rang | Équipe                    | Pts | J  | G | N | P | Bp | Bc | Diff |
| ---- | ------------------------- | --- | -- | - | - | - | -- | -- | ---- |
| 1    | Club Guaraní              | 25  | 18 |   |   |   |    |    |      |
| 2    | Club Nacional             | 22  | 18 |   |   |   |    |    |      |
| 3    | Cerro PorteñoT            | 22  | 18 |   |   |   |    |    |      |
| 4    | Club Sportivo San Lorenzo | 20  | 18 |   |   |   |    |    |      |
| 5    | Club River Plate          | 17  | 18 |   |   |   |    |    |      |
|      | Club Rubio ÑuP            | 17  | 18 |   |   |   |    |    |      |
| 7    | Club Olimpia              | 16  | 18 |   |   |   |    |    |      |
|      | Club Presidente Hayes     | 16  | 18 |   |   |   |    |    |      |
| 9    | Club Libertad             | 13  | 18 |   |   |   |    |    |      |
| 10   | Club Sol de América       | 12  | 18 |   |   |   |    |    |      |

| Légende : Qualifications et relégations | Légende : Qualifications et relégations           |
| --------------------------------------- | ------------------------------------------------- |
|                                         | Qualification pour la Copa Libertadores 1965      |
|                                         | Participation au barrage de promotion-relégation  |
|                                         | Relégation directe en Segunda División            |
|                                         | T : Tenant du titre P : Promu de Segunda División |

### Barrage de promotion-relégation
| Équipe 1                   | Résultat | Équipe 2      | Aller | Retour | Appui |
| -------------------------- | -------- | ------------- | ----- | ------ | ----- |
| Club Sportivo Luqueño (D2) | 1 - 2    | Club Libertad | 3 - 1 | 0 - 1  | 0 - 1 |

- Les deux formations se maintiennent au sein de leur championnat respectif.

## Bilan de la saison
| Championnat du Paraguay de football 1964 |                         |
| Champion                                 | Club Guaraní (6e titre) |
| Qualifications continentales             |                         |
| Copa Libertadores 1965                   | Club Guaraní            |
| Promotions et relégations                |                         |
| Promus en Primera División               | Aucun                   |
| Relégués en Segunda División             | Club Sol de América     |